# Lista da programação original do Peacock
Peacock é um serviço de vídeo sob demanda por assinatura OTT de propriedade e operado pela NBCUniversal, uma subsidiária da Comcast, lançado em 15 de julho de 2020.

## Filmes originais

### Filmes
| Título original                                      | Gênero                                 | Data de lançamento     | Duração           |
| ---------------------------------------------------- | -------------------------------------- | ---------------------- | ----------------- |
| They/Them                                            | Horror                                 | 5 de agosto de 2022    | 1 hora, 30 min.   |
| Meet Cute                                            | Comédia romântica de ficção científica | 21 de setembro de 2022 | 1 hora, 29 m min. |
| Sick                                                 | Horror                                 | 13 de janeiro de 2023  | 1 hour, 23 min.   |
| Praise This                                          | Comédia musical                        | 7 de abril de 2023     | 1 hour, 50 min.   |
| Shooting Stars                                       | Filme biográfico                       | 2 de junho de 2023     | 1 hour, 55 min.   |
| Aguardando lançamento                                |                                        |                        |                   |
| Please Don't Destroy: The Treasure of Foggy Mountain | Comédia                                | 17 de novembro de 2023 | TBA               |

### Documentários
| Título original                                          | Tema                      | Data de lançamento     | Duração         |
| -------------------------------------------------------- | ------------------------- | ---------------------- | --------------- |
| Dreams Live On: Countdown toTokyo                        | Esportes                  | 15 de julho de 2020    | 57 min.         |
| In Deep with Ryan Lochte                                 | Esportes                  | 15 de julho de 2020    | 1 hour, 3 min.  |
| Kamome                                                   | Desastre natural /Cultura | 15 de julho de 2020    | 23 min.         |
| Black Boys                                               | Justiça racial            | 10 de setembro de 2020 | 1 hour, 30 min. |
| The Sit-In: Harry Belafonte Hosts The Tonight Show       | Entretenimento            | 10 de setembro de 2020 | 1 hour, 17 min. |
| Madness in the Hills                                     | Desastre natural          | 9 de outubro de 2020   | 21 min.         |
| Freedia Got a Gun                                        | Música                    | 15 de outubro de 2020  | 1 hour, 25 min. |
| My Pursuit: Life, Legacy & Jordan Burroughs              | Esportes                  | 1º de abril de 2021    | 34 min.         |
| The Greatest Race                                        | Esportes                  | 10 de junho de 2021    | 1 hour, 9 min.  |
| Civil War (Or, Who Do We Think We Are)                   | História/Educação         | 17 de junho de 2021    | 1 hour, 40 min. |
| Sisters of '96: The 1996 Women's Olympic Soccer Team     | Esportes                  | 14 de julho de 2021    | 58 min.         |
| Chase                                                    | Esportes                  | 25 de agosto de 2021   | 52 min.         |
| The Toolbox Killer                                       | Crime Verdadeiro          | 23 de setembro de 2021 | 1 hour, 27 min. |
| The Murder of Gabby Petito: Truth, Lies and Social Media | Crime Verdadeiro          | 17 de dezembro de 2021 | 1 hour, 25 min. |
| Picabo                                                   | Esportes                  | 21 de janeiro de 2022  | 1 hour, 30 min. |
| Hell of a Cruise                                         | Epidemiologia             | 14 de setembro de 2022 | 1 hour, 18 min. |
| Prince Andrew: Banished                                  | Celebridade/ Escândalo    | 5 de outubro de 2022   | 1 hour, 19 min. |
| The Rebellious Life of Mrs. Rosa Parks                   | Biografia                 | 19 de outubro de 2022  | 1 hour, 36 min. |
| Woooooo! Becoming Ric Flair                              | Biografia                 | 26 de dezembro de 2022 | 1 hour, 51 min. |
| Amber: The Girl Behind The Alert                         | Crime Verdadeiro          | 17 de janeiro de 2023  | 1 hour, 32 min. |
| Cocaine Bear: The True Story                             | Crime Verdadeiro          | 15 de abril de 2023    | 52 min.         |
| American Nightmare: Becoming Cody Rhodes                 | Biografia                 | 31 de julho de 2023    | 1 hour, 51 min. |

### Especiais
| Título original                            | Gênero              | Data de lançamento      | Duração         |
| ------------------------------------------ | ------------------- | ----------------------- | --------------- |
| Sketchy Times with Lilly Singh             | Comédia de esquetes | 29 de outubro de 2020   | 42 min.         |
| To: Gerard                                 | Curta animado       | 17 de dezembro de 2020  | 7 min.          |
| Carmen Christopher: Street Special         | Stand-up comedy     | 20 de maio de 2021      | 32 min.         |
| Miley Cyrus Presents Stand By You          | Filme concerto      | 25 de junho de 2021     | 1 hour, 9 min.  |
| Good Timing with Jo Firestone              | Comédia especial    | 15 de outubro de 2021   | 49 min.         |
| Joyelle Nicole Johnson: Love Joy           | Stand-up comedy     | 5 de novembro de 2021   | 53 min.         |
| 2021 and Done with Snoop Dogg & Kevin Hart | Comédia             | 28 de dezembro de 2021  | 1 hour, 15 min. |
| Sean Patton: Number One                    | Stand-up comedy     | 2 de dezembro de 2022   | 1 hour, 27 min. |
| 'Josh Johnson: Up Here Killing Myself'     | Stand-up comedy     | 17 de fevereiro de 2023 | 1 hour          |
| Kevin Hart: Reality Check                  | Stand-up comedy     | 6 de julho de 2023      | 58 min.         |
| Chris Fleming: Hell                        | Comédia             | 18 de agosto de 2023    | 1 hour, 9 min.  |

### Distribuição internacional exclusiva
| Título original | Gênero | Data de lançamento    | Duração         |
| --------------- | ------ | --------------------- | --------------- |
| Anthony         | Drama  | 4 de setembro de 2020 | 1 hour, 24 min. |

### Drama
| Título original                              | Gênero                        | Data de lançamento      | Temporadas             | Duração    | Status                  |
| -------------------------------------------- | ----------------------------- | ----------------------- | ---------------------- | ---------- | ----------------------- |
| Brave New World                              | ficção científica             | 15 de julho de 2020     | 1 season, 9 episodes   | 41–56 min. | Finalizada              |
| Dr. Death                                    | Crime drama                   | 15 de julho de 2021     | 1 season, 8 episodes   | 44–63 min. | Renovada                |
| Days of Our Lives: Beyond Salem              | Novela                        | 6 de setembro de 2021   | 2 seasons, 10 episodes | 38–50 min. | Pendente                |
| The Lost Symbol                              | Mistério                      | 16 de setembro de 2021  | 1 season, 10 episodes  | 40–51 min. | Finalizada              |
| One of Us Is Lying                           | Drama de mistério adolescente | 7 de outubro de 2021    | 2 seasons, 16 episodes | 41–51 min. | Finalizada              |
| The Girl in the Woods                        | Terror sobrenatural           | 21 de outubro de 2021   | 1 season, 8 episodes   | 24–30 min. | Finalizada              |
| Bel-Air                                      | Drama adolescente             | 13 de fevereiro de 2022 | 2 seasons, 20 episodes | 40–60 min. | Renovada                |
| Joe vs. Carole                               | Drama biográfico              | 3 de março de 2022      | 8 episodes             | 46–54 min. | Minissérie              |
| Angelyne                                     | Drama biográfico              | 19 de maio de 2022      | 5 episodes             | 42–52 min. | Minissérie              |
| Queer as Folk                                | Drama                         | 9 de junho de 2022      | 1 season, 8 episodes   | 42–56 min. | Finalizada              |
| Vampire Academy                              | Drama sobrenatural            | 15 de setembro de 2022  | 1 season, 10 episodes  | 45–55 min. | Finalizada              |
| A friend of the Family                       | Crime drama                   | 6 de outubro de 2022    | 9 episodes             | 49–58 min. | Minissérie              |
| The Calling                                  | Crime drama                   | 10 de novembro de 2022  | 1 season, 8 episodes   | 40–47 min. | Pendente                |
| Leopard Skin                                 | Crime Drama                   | 17 de novembro de 2022  | 1 season, 8 episodes   | 23–34 min. | Pendente                |
| Irreverent                                   | Thriller de comédia policial  | 30 de novembro de 2022  | 1 season, 10 episodes  | 41–50 min. | Pendente                |
| The Continental: From the World of John Wick | Thriller de açao              | 22 de setembro de 2023  | 3 episodes             | 79–86 min. | Minissérie em andamento |

### Comédia
| Título original                  | Gênero                               | Data de lançamento      | Temporadas             | Duração    | Status     |
| -------------------------------- | ------------------------------------ | ----------------------- | ---------------------- | ---------- | ---------- |
| Saved by the Bell                | Sitcom                               | 25 de novembro de 2020  | 2 seasons, 20 episodes | 24–33 min. | Finalizada |
| Punky Brewster                   | Sitcom                               | 25 de fevereiro de 2021 | 1 season, 10 episodes  | 24–28 min. | Finalizada |
| Rutherford Falls                 | Sitcom                               | 22 de abril de 2021     | 2 seasons, 18 episodes | 23–30 min. | Finalizada |
| Grils5eva                        | Comédia musical                      | 6 de maio de 2021       | 2 seasons, 16 episodes | 26–32 min. | Ended      |
| MacGruber                        | Comédia de ação                      | 16 de dezembro de 2021  | 1 season, 8 episodes   | 25–35 min. | Finalizada |
| Take Note                        | Comédia musical                      | 24 de fevereiro de 2022 | 1 season, 10 episodes  | 23–25 min. | Finalizada |
| Bust Down                        | Comédia                              | 10 de março de 2022     | 1 season, 6 episodes   | 26–30 min. | Finalizada |
| Killing It                       | Comédia                              | 31 de março de 2022     | 2 seasons, 18 episodes | 28−32 min. | Pendente   |
| The Resort                       | Comédia policial                     | 28 de julho de 2022     | 1 season, 8 episodes   | 31–39 min. | Finalizada |
| Pitch Perfect: Bumper in Berlin  | Comédia musical                      | 23 de novembro de 2022  | 1 season, 6 episodes   | 27–31 min. | Finalizada |
| The Best Man: The Final Chapters | Comédia dramática                    | 22 de dezembro de 2022  | 8 episodes             | 41–56 min. | Minissérie |
| Paulo T. Goldman                 | Documentário crime real              | 1º de janeiro de 2023   | 6 episodes             | 31–63 min. | Minissérie |
| Poker Face                       | Comédia de mistério                  | 26 de janeiro de 2023   | 1 season, 10 episodes  | 47–67 min. | Renovada   |
| Mrs. Davis                       | Comédia sombria de ficção científica | 20 de abril de 2023     | 8 episodes             | 49–61 min. | Minissérie |
| Bupkis                           | Comédia                              | 4 de maio de 2023       | 1 season, 8 episodes   | 23–32 min. | Renovada   |
| Based on a True Story            | Thriller de comédia                  | 8 de junho de 2023      | 1 season, 8 episodes   | 25–55 min. | Pendente   |
| Twisted Metal                    | Comédia de ação                      | 27 de julho de 2023     | 1 season, 10 episodes  | 23–32 min. | Pendente   |

### Animação
| Título original                          | Gênero                 | Data de lançamento      | Temporadas             | Duração    | Status                                                           |
| ---------------------------------------- | ---------------------- | ----------------------- | ---------------------- | ---------- | ---------------------------------------------------------------- |
| Cleopatra in Space                       | ficção científica      | 15 de abril de 2020     | 3 seasons, 26 episodes | 22 min.    | Finalizada                                                       |
| Archibald's Next Big Thing Is here!      | Comédia familiar       | 18 de fevereiro de 2021 | 4 seasons, 24 episodes | 22 min.    | Finalizada                                                       |
| Dragons Rescue Riders: Heroes of the Sky | Ação-aventura familiar | 24 de novembro de 2021  | 4 seasons, 24 episodes | 23 min.    | Finalizada                                                       |
| Babble Bop!                              | Musical                | 23 de dezembro de 2021  | 2 seasons, 13 episodes | 30 min.    | Pendente                                                         |
| Supernatural Academy                     | Fantasia               | 20 de janeiro de 2022   | 1 season, 16 episodes  | 22–23 min. | Finalizada                                                       |
| Dino Po ops                              | Comédia familiar       | 25 de maio de 2023      | 1 season, 6 episodes   | 19 min.    | Novos episódios com estreia prevista para 28 de setembro de 2023 |

### Sem roteiro

#### Docussérie
| Título original                                     | Tema                               | Data de lançamento     | Temporadas             | Duração    | Status     |
| --------------------------------------------------- | ---------------------------------- | ---------------------- | ---------------------- | ---------- | ---------- |
| Lost Speedways                                      | Esportes                           | 15 de julho de 2020    | 2 seasons, 16 episodes | 24–28 min. | Finalizada |
| True Colors                                         | Biografia/Cultura/Celebridade      | 29 de setembro de 2020 | 1 season, 8 episodes   | 11–26 min. | Finalizada |
| John Wayne Gacy: Devil in Disguise                  | Crime Verdadeiro                   | 25 de março de 2021    | 1 season, 6 episodes   | 48–55 min. | Finalizada |
| Michael Phelps: Medals, Memories, and More          | Esportes                           | 14 de abril de 2021    | 3 episodes             | 64–95 min. | Minissérie |
| The '96 Effect                                      | Esportes                           | 17 de junho de 2021    | 3 episodes             | 24–38 min. | Minissérie |
| Golden: The Journey of USA's Elite Gymnasts         | Esportes                           | 27 de junho de 2021    | 6 episodes             | 45–47 min. | Minissérie |
| For Ball and Country                                | Esportes                           | 19 de julho de 2021    | 7 episodes             | 22–52 min. | Minissérie |
| Dr. Death: The Undoctored Story                     | Crime Verdadeiro                   | 29 de julho de 2021    | 4 episodes             | 42–48 min. | Minissérie |
| Born for business                                   | Negócios                           | 23 de agosto de 2021   | 1 season, 10 episodes  | 22 min.    | Finalizada |
| Monster in the Shadows                              | Crime Verdadeiro                   | 26 de agosto de 2021   | 3 episodes             | 44–47 min. | Minissérie |
| Unidentified with Demi Lovato                       | Paranormal                         | 30 de setembro de 2021 | 4 episodes             | 43–47 min. | Minissérie |
| Joe Montana: Cool Under Pressure                    | Esportes                           | 6 de janeiro de 2022   | 6 episodes             | 43–60 min. | Minissérie |
| Meddling                                            | Esportes                           | 6 de janeiro de 2022   | 4 episodes             | 33–43 min. | Minissérie |
| True Story with Ed and Randall                      | Comédia                            | 20 de janeiro de 2022  | 1 season, 6 episodes   | 29–42 min. | Finalizada |
| American Rock Stars                                 | Esportes                           | 26 de janeiro de 2022  | 4 episodes             | 26–34 min. | Minissérie |
| Perfect World: A Deadly Game                        | Crime Verdadeiro                   | 8 de março de 2022     | 2 episodes             | 48–50 min. | Minissérie |
| WWE Evil                                            | Esportes                           | 24 de março de 2022    | 8 episodes             | 40–52 min. | Minissérie |
| Preaching Evil: A Wife on the Run With Warren Jeffs | Crime Verdadeiro                   | 26 de abril de 2022    | 4 episodes             | 43–50 min. | Minissérie |
| The hillside Strangler: Devil in Disguise           | Crime Verdadeiro                   | 2 de agosto de 2022    | 4 episodes             | 52–56 min. | Pendente   |
| The End Is Nye                                      | Ciência                            | 25 de agosto de 2022   | 1 season, 6 episodes   | 41–45 min. | Pendente   |
| Shadowland                                          | Teorias da conspiração /Jornalismo | 21 de setembro de 2022 | 1 season, 6 episodes   | 49–62 min. | Pendente   |
| I Love You, You Hate Me                             | Indústria televisiva               | 12 de outubro de 2022  | 2 episodes             | 53–58 min. | Minissérie |
| Once Upon a Time in Londongrad                      | Crime Verdadeiro                   | 15 de novembro de 2022 | 6 episodes             | 26–29 min. | Minissérie |
| Casey Anthony: Where the Truth Lies                 | Crime Verdadeiro                   | 29 de novembro de 2022 | 3 episodes             | 60–78 min. | Minissérie |
| Who Killed Jenni Rivera?                            | Crime Verdadeiro                   | 6 de dezembro de 2022  | 3 episodes             | 44–48 min. | Minissérie |
| The Battle for Justina Pelletier                    | Direitos dos pacientes             | 13 de dezembro de 2022 | 4 episodes             | 40–57 min. | Minissérie |
| Who Killed Robert Wone?                             | Crime Verdadeiro                   | 7 de março de 2023     | 2 episodes             | 61–75 min. | Minissérie |
| Menendez + Menudo: Boys Betrayed                    | Crime Verdadeiro                   | 2 de maio de 2023      | 3 episodes             | 54–62 min. | Minissérie |
| Rainn Wilson and the Geography of Bliss             | Viagem                             | 18 de maio de 2023     | 1 season, 5 episodes   | 47–55 min. | Pendente   |
| Myth of the Zodiac Killer                           | Crime Verdadeiro                   | 11 de julho de 2023    | 2 episodes             | 60–70 min. | Minissérie |
| Aguardando lançamento                               |                                    |                        |                        |            |            |
| John Carpenter's Suburban Screams                   | Sobrenatural/Terror                | 13 de outubro de 2023  | 1 season, 6 episodes   | ASA        | Pendente   |

#### Reality
| Título original                          | Gênero                  | Data de lançamento     | Temporadas             | Duração    | Status                                                  |
| ---------------------------------------- | ----------------------- | ---------------------- | ---------------------- | ---------- | ------------------------------------------------------- |
| Vanderpump Dogs                          | Reality                 | 9 de junho de 2021     | 1 season, 6 episodes   | 21 min.    | Finalizada                                              |
| Ex-Rated                                 | Reality                 | 12 de agosto de 2021   | 1 season, 8 episodes   | 30–34 min. | Finalizada                                              |
| Frogger                                  | Reality de competição   | 9 de setembro de 2021  | 1 season, 13 episodes  | 40–42 min. | Finalizada                                              |
| Top Chef Family Style                    | Competição de culinária | 9 de setembro de 2021  | 1 season, 9 episodes   | 44 min.    | Finalizada                                              |
| Backyard Blowout                         | Reality de competição   | 16 de setembro de 2021 | 1 season, 11 episodes  | 22–23 min. | Finalizada                                              |
| Create the Escape                        | Reality de competição   | 7 de outubro de 2021   | 1 season, 11 episodes  | 21–23 min. | Finalizada                                              |
| The Siwa Dance Pop Revolution            | Competição de Realidade | 4 de novembro de 2021  | 1 season, 8 episodes   | 43–52 min. | Finalizada                                              |
| Paris in Love                            | Reality                 | 11 de novembro de 2021 | 1 season, 13 episodes  | 31–58 min. | Renovada                                                |
| The Real Housewives Ultimate Girls Trip  | Reality                 | 15 de novembro de 2021 | 3 seasons, 21 episodes | 21–55 min. | 4ª temporada com estreia prevista para dezembro de 2023 |
| Baking It                                | Reality de competição   | 2 de dezembro de 2021  | 2 seasons, 12 episodes | 41–54 min. | Pendente                                                |
| Below Deck Down Under                    | Reality                 | 17 de março de 2022    | 1 season, 17 episodes  | 43–54 min. | Ended                                                   |
| The Traitors                             | Reality de competição   | 12 de janeiro de 2023  | 1 season, 11 episodes  | 43–72 min. | Renovada                                                |
| Queens Court                             | Programa de namoro      | 16 de março de 2023    | 1 season, 10 episodes  | 50–59 min. | Pendente                                                |
| The Gentle Art of Swedish Death Cleaning | Reality                 | 27 de abril de 2023    | 1 season, 8 episodes   | 46–56 min. | Pendente                                                |
| Aguardando lançamento                    |                         |                        |                        |            |                                                         |
| Love Island Games                        | Reality de competição   | 1º de novembro de 2023 | ASA                    | ASA        | Pendente                                                |

#### Variedades
| Título original                                    | Gênero                          | Data de lançamento     | Temporadas             | Duração    | Status     |
| -------------------------------------------------- | ------------------------------- | ---------------------- | ---------------------- | ---------- | ---------- |
| The At-Home Variety Show Featuring Seth MacFarlane | Programa de variedades          | 11 de maio de 2020     | 1 season, 21 episodes  | 3–16 min.  | Finalizada |
| Wilmore                                            | Programa de entrevistas         | 18 de setembro de 2020 | 1 season, 11 episodes  | 23–30 min. | Finalizada |
| The Amber Ruffin Show                              | Programa de entrevistas         | 25 de setembro de 2020 | 3 seasons, 57 episodes | 19–45 min. | Pendente   |
| The Overview                                       | Notícias                        | 16 de janeiro de 2021  | 1 season, 8 episodes   | 15–21 min. | Finalizada |
| Olympic Highlights with Kevin Hart and Snoop Dogg  | Notícias de esportes de comédia | 23 de julho de 2021    | 1 season, 9 episodes   | 24–38 min. | Finalizada |
| Hart to Heart                                      | Programa de entrevistas         | 5 de agosto de 2021    | 3 seasons, 30 episodes | 42–49 min. | Pendente   |
| The kids tonight show                              | Talk show infantil              | 14 de outubro de 2021  | 1 season, 20 episodes  | 11–18 min. | Finalizada |
| Dateline: The Last day                             | Notícias                        | 14 de junho de 2022    | 1 season, 8 episodes   | 43–54 min. | Pendente   |

### Esportes
| Título original  | Gênero                 | Data de lançamento      | Temporadas               | Duração    | Status   |
| ---------------- | ---------------------- | ----------------------- | ------------------------ | ---------- | -------- |
| WWE Main Event   | Wrestling profissional | 4 de abril de 2021      | 11 seasons, 517 episodes | 43–55 min. | Pendente |
| WWE NXT Level Up | Wrestling profissional | 18 de fevereiro de 2022 | 1 season, 28 episodes    | 30–60 min. | Pendente |

### Co-produções
Esses programas foram encomendados pela Peacock com uma rede parceira.
| Título                                 | Parceiro/Região                                                                      | Gênero                    | Pré estreia            | Temporadas             | Comprimento | Status                                                       |
| -------------------------------------- | ------------------------------------------------------------------------------------ | ------------------------- | ---------------------- | ---------------------- | ----------- | ------------------------------------------------------------ |
| Madagascar: um pouco selvagem          | Hulu /Estados Unidos                                                                 | Comédia familiar animada  | 7 de setembro de 2020  | 8 seasons, 50 episodes | 23 min.     | Terminou                                                     |
| Os Poderosos                           | Hulu /Estados Unidos                                                                 | Comédia familiar animada  | 9 de novembro de 2020  | 4 seasons, 40 episodes | 23 min.     | Terminou                                                     |
| Trolls: TrollsTopia                    | Hulu /Estados Unidos                                                                 | Comédia familiar animada  | 19 de novembro de 2020 | 7 seasons, 52 episodes | 23 min.     | Terminou                                                     |
| A Sombra de Epstein: Ghislaine Maxwell | Sky Documentaries /Reino Unido                                                       | Documentários             | 24 de junho de 2021    | 3 episodes             | 46–58 min.  | Minissérie                                                   |
| Os Croods: Árvore Genealógica          | Hulu /Estados Unidos                                                                 | Comédia familiar animada  | 23 de setembro de 2021 | 7 seasons, 45 episodes | 23 min.     | Pendente                                                     |
| Dragões: Os Nove Reinos                | Hulu /Estados Unidos                                                                 | Aventura animada          | 23 de dezembro de 2021 | 7 seasons, 46 episodes | 22 min.     | Pendente                                                     |
| Lobo como eu                           | Stan /Austrália                                                                      | Comédia romântica sombria | 13 de janeiro de 2022  | 1 season, 6 episodes   | 22–28 min.  | 2ª temporada com estreia prevista para 19 de outubro de 2023 |
| A guerra não declarada                 | Canal 4 /Reino Unido                                                                 | Suspense cibernético      | 18 de agosto de 2022   | 6 episodes             | 47–56 min.  | Minissérie                                                   |
| Última luz                             | - MBC Group/Middle East and North Africa - Stan/Australia - Viaplay/Nordic countries | Filme de ação             | 8 de setembro de 2022  | 5 episodes             | 42–43 min.  | Minissérie                                                   |
| Abominável e a Cidade Invisível        | Hulu /Estados Unidos                                                                 | Aventura animada          | 5 de outubro de 2022   | 2 seasons, 20 episodes | 23 min.     | Pendente                                                     |
| A fabricação                           | Sky Kids /Reino Unido                                                                | Educacional               | 12 de janeiro de 2023  | 1 season, 13 episodes  | 14–15 min.  | Pendente                                                     |
| Aguardando lançamento                  |                                                                                      |                           |                        |                        |             |                                                              |
| Susto Krewe                            | Terror animado                                                                       | Hulu /Estados Unidos      | 2 de outubro de 2023   | 1 season, 10 episodes  | ASA         | Pendente                                                     |

### Continuações
Esses programas foram escolhidos pela Peacock para temporadas adicionais, após terem sido exibidas nas temporadas anteriores em outra rede.
| Título                                                 | Gênero                  | Prev. network(s)    | Pré estreia            | Temporadas             | Comprimento | Status                                                      |
| ------------------------------------------------------ | ----------------------- | ------------------- | ---------------------- | ---------------------- | ----------- | ----------------------------------------------------------- |
| Curioso George (temporadas 10-15)                      | Animação familiar       | Crianças da PBS     | 15 de julho de 2020    | 6 seasons, 45 episodes | 23 min.     | Terminou                                                    |
| Onde está Waldo? (temporada 2)                         | Animação familiar       | Crianças Universais | 15 de julho de 2020    | 1 season, 20 episodes  | 22 min.     | Terminou                                                    |
| AP Bio (temporadas 3–4)                                | Comédia                 | NBC                 | 3 de setembro de 2020  | 2 seasons, 16 episodes | 21–25 min.  | Terminou                                                    |
| Conectando (temporada 1B)                              | Comédia                 | NBC                 | 5 de novembro de 2020  | 1 season, 4 episodes   | 20–21 min.  | Terminou                                                    |
| Guerreiro Ninja Americano Júnior (temporada 3)         | Competição de realidade | Crianças universais | 9 de setembro de 2021  | 1 season, 15 episodes  | 42–45 min.  | Terminou                                                    |
| Lar Doce Lar (temporada 1B)                            | Realidade               | NBC                 | 12 de novembro de 2021 | 1 season, 5 episodes   | 43 min.     | Terminou                                                    |
| As verdadeiras donas de casa de Miami (temporadas 4–5) | Realidade               | Bravo               | 16 de dezembro de 2021 | 2 seasons, 33 episodes | 41–43 min.  | Ended                                                       |
| Ilha do Amor (temporadas 4–5)                          | Realidade               | CBS                 | 19 de julho de 2022    | 2 seasons, 39 episodes | 42–65 min.  | 5ª temporada em andamento                                   |
| Dias de nossas vidas (temporada 58)                    | Novela                  | NBC                 | 12 de setembro de 2022 | 1 season, 128 episodes | 36–37 min.  | Temporada 58 em andamento Renovado para as temporadas 59–60 |

### Especiais
Esses programas são eventos originais únicos ou conteúdo complementar relacionado a programas de TV originais.
| Título                                              | Gênero                    | Pré estreia            | Comprimento     |
| --------------------------------------------------- | ------------------------- | ---------------------- | --------------- |
| Psicose 2: Lassie, volte para casa                  | Comédia-drama policial    | 15 de julho de 2020    | 1 hour, 28 min. |
| George curioso: vá para o oeste, vá à loucura       | Animação familiar         | 8 de setembro de 2020  | 1 hour, 25 min. |
| George Curioso: Cabo Ahoy                           | Animação familiar         | 30 de setembro de 2021 | 1 hour, 28 min. |
| Madagascar: A Little Wild – A Fang-Tastic Halloween | Comédia familiar animada  | 21 de outubro de 2020  | 23 min.         |
| O Halloween muito saboroso de Snoop e Martha        | Competição de realidade   | 21 de outubro de 2020  | 52 min.         |
| Chrisley conhece o Dia de Ação de Graças            | Realidade                 | 18 de novembro de 2021 | 42 min.         |
| Psicopata 3: Este é Gus                             | Drama de comédia policial | 18 de novembro de 2021 | 1 hour, 36 min. |
| Madagascar: A Little Wild – Holiday Goose Chase     | Comédia familiar animada  | 26 de novembro de 2021 | 23 min.         |
| As verdadeiras donas de casa do Pólo Norte          | Comédia                   | 9 de dezembro de 2021  | 1 hour, 24 min. |
| Dias de nossas vidas: um Natal muito Salem          | Novela                    | 16 de dezembro de 2021 | 1 hour, 18 min. |
| Caillou: Rosie, a Gigante                           | Animação familiar         | 10 de julho de 2022    | 44 min.         |
| Caillou: aventuras com vovó e vovô                  | Animação familiar         | 25 de agosto de 2022   | 44 min.         |
| Caillou: o menino lobo mais corajoso                | Animação familiar         | 15 de outubro de 2022  | 44 min.         |
| Caillou: O Cavaleiro de Prata                       | Animação familiar         | 13 de novembro de 2022 | 44 min.         |
| O Natal Perfeito de Caillou                         | Animação familiar         | 2 de dezembro de 2022  | 44 min.         |

### Idioma diferente do inglês

#### Comédia
| Título original      | Gênero            | Data de lançamento     | Temporadas           | Duração    | Idioma   | Status   |
| -------------------- | ----------------- | ---------------------- | -------------------- | ---------- | -------- | -------- |
| 'Til Jail Do Us Part | Comédia dramática | 15 de setembro de 2022 | 1 season, 8 episodes | 39–50 min. | Espanhol | Pendente |

#### Sem roteiro

##### Reality
| Título original   | Gênero  | Data de lançamento     | Temporadas           | Duração    | Idioma          | Status   |
| ----------------- | ------- | ---------------------- | -------------------- | ---------- | --------------- | -------- |
| Love for the Ages | Reality | 15 de dezembro de 2022 | 1 season, 8 episodes | 46–60 min. | Inglês Espanhol | Pendente |

### Distribuição internacional exclusiva
| Título original                   | Gênero                        | Parceiro/País                                                                               | Data de lançamento     | Temporadas             | Duração    | Status                          |
| --------------------------------- | ----------------------------- | ------------------------------------------------------------------------------------------- | ---------------------- | ---------------------- | ---------- | ------------------------------- |
| Five Bedrooms                     | Comédia dramática             | - Network 10 (season 1)/Australia - Paramount+ Australia (season 2)/Australia               | 15 de abril de 2020    | 2 seasons, 16 episodes | 44–46 min. | Renovada                        |
| The Capture                       | Drama policial misterioso     | BBC One /Reino Unido                                                                        | 15 de julho de 2020    | 2 seasons, 12 episodes | 56–69 min. | Pendente                        |
| Intelligence                      | Sitcom                        | - Sky One (seasons 1−2)/United Kingdom - Sky Comedy (special)/United Kingdom                | 15 de julho de 2020    | 2 seasons, 13 episodes | 20–22 min. | Pendente                        |
| Hitmen                            | Drama de comédia policial     | - Sky One (season 1)/United Kingdom - Sky Comedy (season 2)/United Kingdom                  | 6 de agosto de 2020    | 2 seasons, 12 episodes | 21–25 min. | Finalizada                      |
| Save Me (2ª temporada)            | Drama do crime                | Sky Atlantic / Reino Unido                                                                  | 3 de setembro de 2020  | 1 season, 6 episodes   | 46–50 min. | Finalizada                      |
| Noughts + Crosses                 | Drama de história alternativa | BBC One /Reino Unido                                                                        | 4 de setembro de 2020  | 1 season, 6 episodes   | 55–58 min. | Renovada                        |
| Departure                         | Suspense de conspiração       | Global /Canadá                                                                              | 17 de setembro de 2020 | 2 seasons, 12 episodes | 42–44 min. | Renovada                        |
| Código 404                        | Comédia dramática policial    | - Sky One (season 1)/United Kingdom - Sky Comedy and Sky Showcase (season 2)/United Kingdom | 8 de outubro de 2020   | 3 seasons, 18 episodes | 26–31 min. | Pendente                        |
| Dime Quién Soy: Senhora da Guerra | Drama histórico               | Movistar+ Espanha /Espanha                                                                  | 8 de março de 2021     | 9 episodes             | 42–60 min. | Minissérie                      |
| Intergaláctico                    | ficção científica             | Sky One /Reino Unido                                                                        | 13 de maio de 2021     | 1 season, 8 episodes   | 43–47 min. | Terminou                        |
| Somos peças femininas             | Sitcom de conjunto musical    | Canal 4 /Reino Unido                                                                        | 3 de junho de 2021     | 1 season, 6 episodes   | 24–25 min. | Renovado                        |
| Sufocar                           | Suspense policial             | RTÉ One /Irlanda                                                                            | 1º de julho de 2021    | 2 seasons, 12 episodes | 49–51 min. | Renovado para a temporada final |
| Vigília                           | Suspense policial             | BBC One /Reino Unido                                                                        | 23 de dezembro de 2021 | 1 season, 6 episodes   | 55–59 min. | Renovado                        |
| Ponto de gatilho                  | Suspense policial             | ITV /Reino Unido                                                                            | 8 de julho de 2022     | 1 season, 6 episodes   | 45–47 min. | Renovado                        |
| Tudo que sei sobre o amor         | Drama                         | BBC One /Reino Unido                                                                        | 25 de agosto de 2022   | 1 season, 7 episodes   | 42–44 min. | Pendente                        |